# Руммо, Пауль-Ээрик
Пауль-Ээрик Руммо (эст. Paul-Eerik Rummo; 19 января 1942, Таллин) — эстонский писатель, поэт, драматург и политик. Министр культуры и просвещения Эстонии (1992—1994), министр народонаселения Эстонии (2003—2007). Заслуженный писатель Эстонской ССР (1986).

## Биография
Пауль-Ээрик Руммо родился 19 января 1942 года в Таллине в семье писателя Пауля Руммо (1909—1981). Ходил в Таллинскую среднюю школу № 2. В 1959 году окончил школу и поступил на филологический факультет Тартуского университета. В 1965 году окончил университет по специальности «эстонская филология». В 1966—1976 годах был профессиональным писателем. С 1976 года работал в Эстонском драматическом театре в Таллине сперва редактором, а с 1984 года — главным редактором литературного отдела. Также работал с тартуским театром «Ванемуйне».
В 1980 году подписал «Письмо сорока» с призывом сохранить эстонские язык и культуру.

## Политическая карьера
С конца 1980-х годов Пауль-Ээрик Руммо активно участвовал в политической жизни Эстонии. С 1987 по 1990/1991 год он был членом Совета культуры творческих союзов. В 1989—1992 годах являлся консультантом по культуре Государственной канцелярии Эстонии, в 1990—1992 годах являлся членом Эстонского комитета. С 1992 по 1994 года он занимал пост министра культуры и просвещения. С 1994 года неоднократно избирался в Эстонский парламент. Являлся членом Таллинского городского совета в 1996—1999 и в 1999—2000 годах. С апреля 2003 по апрель 2007 года он был министром народонаселения в Эстонском правительстве.
С 1990 по 1994 год являлся членом Либерально-демократической партии Эстонии, а с 1994 года является членом Партии реформ (Reformierakond).
Пауль-Ээрик Руммо занимал должность председателя Эстонской общественной телерадиовещательной корпорации, был председателем Фонда интеграции, а в 2007 году стал председателем Фонда интеграции Эстонии.

## Литературная деятельность
Первые стихи Руммо стали публиковаться в печати ещё в 1957 году. В 1962 году был издан его первый сборник стихов «Ankruhiivaja» («В плавание!») в рамках кассеты «Молодые авторы». В этот сборник вошли его юношеские стихи, наполненные оптимизмом. Следом были выпущены два других его сборника «Tule ikka mu rõõmude juurde» («Вернись к моим радостям», 1964) и «Lumevalgus… lumepimedus» («Снежный свет, снежная тьма», 1966), которые сделали его одним из видных поэтов своего поколения. Стихи из этих в двух сборников уже не столь оптимистичны, на творчестве поэта сказалась переживаемая им горечь утрат. В 1972 году Руммо подготовил к публикации сборник «Saatja aadress» («Адрес отправителя»), однако он не был пропущен цензурой и был опубликован только в 1989 году в издании «Saatja aadress ja teised luuletused 1968—1972» («Адрес отправителя и другие стихотворения 1968—1972»).
К концу 1960-х годов Пауль-Ээрик Руммо вошёл в число ведущих эстонских драматургов. В 1968 году вышла его пьеса «Tuhkatriinumäng» («Игра в золушку»), которая вскоре была поставлена на сцене тартуского театра «Ванемуйне». Пьеса представляет собой вольную интерпретацию сказки «Золушка», однако основной акцент там сделан на экзистенциальном лабиринте человеческой жизни и поиске истины. В 1980 году вышла его пьеса «Псевдопус», представляющая собой пересказ мифа об Эдипе. В том же году появилась его одноактная сатирическая пьеса «Орёл — Прометей».
Руммо также был переводчиком, он переводил стихи с английского и русского. Его стихи были переведены по меньшей мере на 18 языков. В частности, на русском языке были опубликованы «Адрес отправителя» (Таллин, 1991), «Возвращение в сказку» (М., 1965), «Жар-птица» (Таллин, 1981), «О, если б на искры душа разлетелась» (М., 1990), «Стихи» (Таллин, 1973).
Лауреат Литературной премии Эстонской ССР имени Юхана Смуула (1986) и Национальной премии Эстонии в области культуры (2020).
В 1996 году Пауль-Ээрик Руммо получил литературную премию Юхана Лийва, а в 2005 году — государственную литературную премию фонда Kultuurkapital.

## Семья
Пауль-Ээрик Руммо женат на актрисе и писательнице Вийу Хярм (род. 1944), у них четверо дочерей.